# Der Schattenmann
Der Schattenmann ist ein fünfteiliger Fernsehthriller von Dieter Wedel aus dem Jahr 1996.

## Inhalt
Nach einer misslungenen Polizeiaktion, bei der sein Partner Otto Tötter getötet wurde, wird Hauptkommissar Charlie Held als verdeckter Ermittler auf den mächtigen Drahtzieher der Frankfurter Unterwelt, Jan Herzog, angesetzt, den er für den Mord an Tötter verantwortlich macht.
Unter dem Tarnnamen „von Hellberg“ mit großzügigen Mitteln versehen, findet Held zunehmend Gefallen an dem angenehmen Leben, das er in seiner Rolle dem Unterweltboss vorspielen muss. Mit der attraktiven Barbara an seiner Seite wird er ein Freund und Protegé von Herzog und gilt bald sogar als dessen Nachfolger. Sein Privatleben als „einfacher“ Polizist, seine reale Ehefrau und seine alte häusliche Umgebung werden ihm zunehmend zur Belastung.
Der frühpensionierte Polizist Erich „King“ Grobecker ist als Leibwächter und Fahrer „von Hellbergs“ eingesetzt und kommt mit dieser Rolle besser zurecht als Held. Grobecker verhält sich moralisch korrekt und beobachtet mit Sorge, wie sich Held immer tiefer in seine Rolle verstrickt und mit der Realität nicht mehr fertig wird.
Ein Grund hierfür ist auch, dass Unterweltboss Herzog nicht als „der große Gangster“ dargestellt wird, sondern auch als liebender Vater und vertrauensvoller Freund, der festen moralischen Werten verpflichtet ist, aber auch unbarmherzig seine Vorhaben durchführen kann.
Held versinkt immer tiefer in Gefälligkeiten, falscher Loyalität zu Jan Herzog, Korruption und der schönen Welt der Reichen. Er verliert seine Ehefrau und am Ende sogar seine Arbeit als Polizist und muss ins Gefängnis. Während eines Freigangs kann er Herzog zu dem Geständnis bewegen, dass dieser indirekt am Tod seiner Ehefrau Anneliese eine Mitschuld hat. Er kommt schließlich aus dem Gefängnis frei und wird von seinem Freund King sowie seiner Tochter abgeholt.
Auf dem Rückweg zu Kings Wohnung wird aus dem Off angedeutet, dass alle drei einer Autobombe zum Opfer fallen. Jan Herzog hatte früher in einem Gespräch mit seinem verstorbenen Sohn Louis erwähnt, dass er selbst aus dem Gefängnis „dafür sorgen könnte, dass bestimmte Dinge passieren oder nicht“. Ob Herzog tatsächlich angeklagt oder sogar verurteilt wird, bleibt unklar.

## Die Serienfolgen
(EA = Erstausstrahlung)
- Mitten unter uns, 120 Min., EA 1. Januar 1996, ZDF
- Janus, 125 Min., EA 3. Januar 1996, ZDF
- Das Chamäleon, 105 Min., EA 6. Januar 1996, ZDF
- Lautlose Geschäfte, 110 Min., EA 8. Januar 1996, ZDF
- Kopfjäger, 120 Min., EA 10. Jan. 1996, ZDF

## Sonstiges

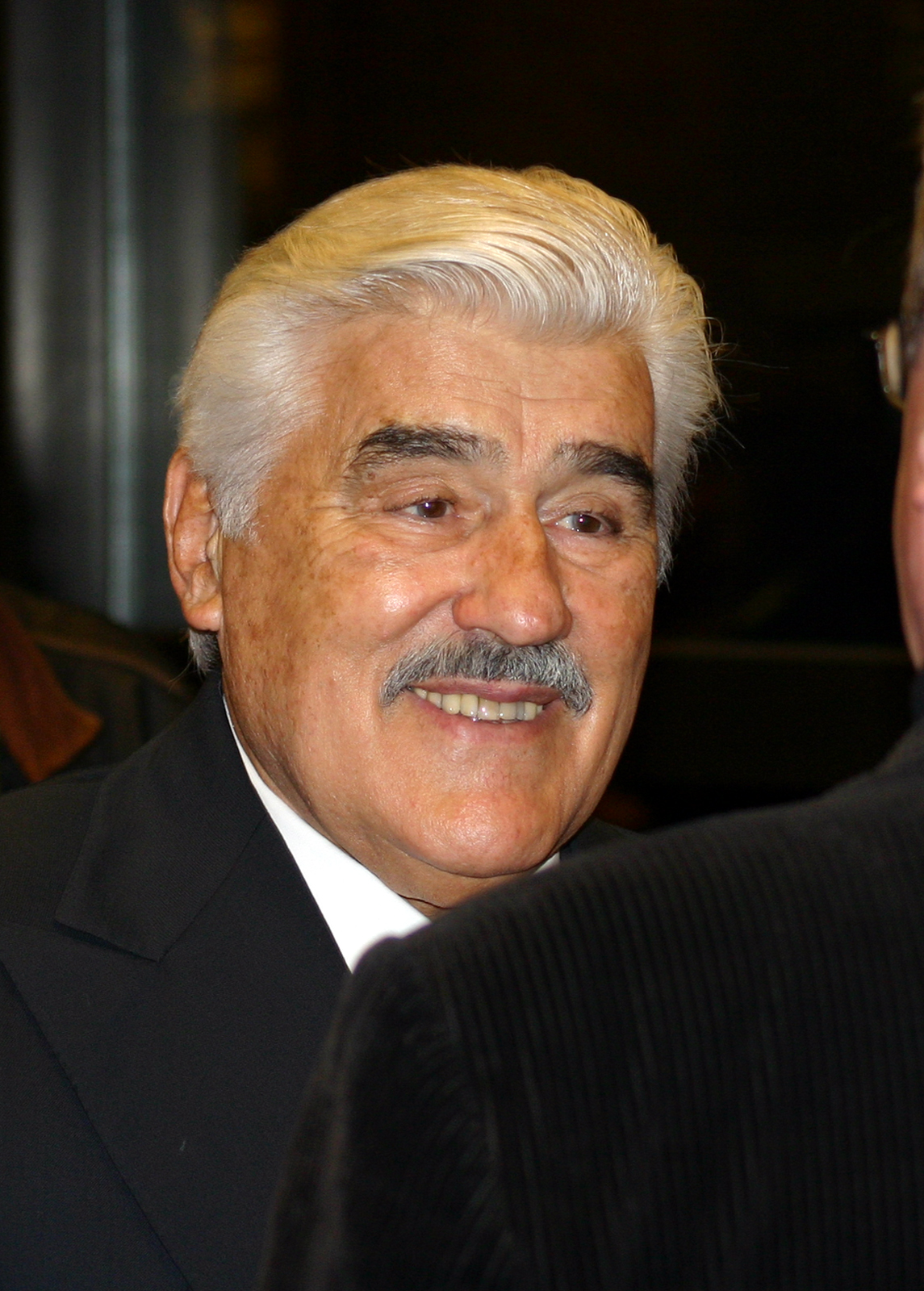
Mario Adorf spielte Jan Herzog.

- In einigen Szenen tragen Passanten auf der Straße Einkaufstüten vom „Kaufhaus Bellheim“. Der große Bellheim (1993), ebenfalls mit Mario Adorf, war ein früherer mehrteiliger Fernsehfilm von Dieter Wedel.
- In der ersten Folge tritt Regisseur Dieter Wedel kurz in einem Cameo auf. Als Grobecker mit einem lammfellgefütterten Mantel und Cowboyhut eine schicke Hotelbar betritt, um sich mit Charly Held zu treffen, fragt Wedel: „Wo hat der denn sein Pferd angebunden?“
- Außerdem wird in der ersten Folge eine Fernsehdiskussion gezeigt, die vom damaligen ZDF-Journalisten Wolf von Lojewski moderiert wird.
- In der zweiten Folge geben Hans Möllbach und Jan Herzog eine Pressekonferenz, bei der ein neu verpflichteter Fußballer vorgestellt wird. Der Ex-Nationalspieler Maurizio Gaudino spielt sich selbst.
- Im zweiten Teil spielt Chris Norman sich selbst. Der ehemalige Sänger der Band Smokie wurde für eine Gartenparty engagiert und präsentierte dabei drei Songs von seinem Album The Album (1994).
- Das Buch zum Film trägt den Titel Held und ist von Dieter Wedel und Sven Böttcher geschrieben.[6]

## Kritik
Kurz nach Ausstrahlung gab es heftige Kritik an Dieter Wedel in den deutschen Medien. Der Vorwurf lautete, er habe Szenen und Handlungselemente aus verschiedenen Hollywoodfilmen sowie aus John le Carrés 1993 erschienenem Roman Der Nacht-Manager zusammengeklaut. So kommt die inszenierte Gefahrensituation des Sohnes, aus der ihn der Ermittler rettet, um das Vertrauen der Zielperson zu gewinnen, dort ebenso vor wie ein Wortspiel um den Begriff „Lasterhöhle“. Namentlich genannt wurden außerdem Der Pate, GoodFellas – Drei Jahrzehnte in der Mafia und The Untouchables – Die Unbestechlichen. Zahlreiche Sprüche sind dem Film Wall Street entlehnt. Barbara Sattlers (gespielt von Jennifer Nitsch) blamabel aufgedeckter Feuerzeugdiebstahl (DVD Folge 2, Kap. 11: Gartenparty, 1:45, 1:50, 1:52) stammt aus Fellinis Il Bidone (Die Schwindler, 1955, um untertitelte Originalszenen erweiterte deutsche DVD-Fassung, dort ca. 0:45:00 bis 0:50:00).
Solche Vorwürfe waren schon bei Dieter Wedels Film-Reihe Der große Bellheim erhoben worden.
Wedel gab später zu, sich bei anderen Filmen bedient zu haben, meinte jedoch, dass er die Aufregung darüber für übertrieben halte.

## Auszeichnungen
- 1996: Bayerischer Fernsehpreis an die Darsteller Mario Adorf, Heinz Hoenig und Günter Strack
- 1996: Goldener Löwe an Dieter Wedel für das Beste Drehbuch und Nikola Hoeltz für die Besten Kostüme
- 1996: Telestar an Hauptdarsteller Stefan Kurt
- 1996: Ehrende Erwähnung beim Festival de Télévision de Monte-Carlo für Kameramann Edward Klosinski
- 1996: Romy in der Kategorie Beste Regie für Dieter Wedel
- 1997: Adolf-Grimme-Preis in der Kategorie Serien und Mehrteiler an Dieter Wedel (Buch/Regie) sowie Stefan Kurt und Heinz Hoenig (stellvertretend für das Darstellerteam)